# 클랑카루젤
클랑카루젤(Klangkarussell)는 2011년 결성된 오스트리아 잘츠부르크 출신 일렉트로니카 듀오이다. 싱글 "Sonnentanz"로 전세계적으로 이름을 알렸다. 이 노래는 오스트리아, 벨기에, 독일, 네덜란드, 영국, 스위스 차트 10위 권에 진입했다.